# Departament de Colonia
Colonia (oficialment en castellà, Departamento de Colonia) és un departament de l'Uruguai situat al sud-oest del país, sobre el litoral on desguassen els rius Paranà i Uruguai.
Limita al nord amb Soriano, al nord-est amb Flores, a l'est amb San José, i al sud i a l'oest amb la capital de l'Argentina, Buenos Aires, de la que el separa l'estuari del Riu de la Plata.
La seva superfície és de 6.106 km², i té una població estimada de 119.266 habitants segons el cens de 2004, el que el converteix en un dels sectors més poblats de l'Uruguai.
La capital departamental és la ciutat de Colonia del Sacramento, situada a 177 km de Montevideo.

## Història

### Etimologia
El nom de "Colonia" deriva de Colonia del Sacramento, ciutat que va donar origen a la denominació actual per la qual es coneix aquest departament.
Aquesta al seu torn fa referència a la multitud d'Imperis que sobre ella van exercir el seu poder en temps colonials, això és, quan formava parteix de la Banda Oriental.
La metròpoli va ser colònia de pas i centre d'importants conflictes armats que ostentaven aconseguir-la, violant sovint importants tractats diplomàtics.

### L'època colonial
Colonia del Sacramento, avui considerada Patrimoni de la Humanitat, va ser fundada el 1680 per les tropes portugueses que es van assentar sobre les costes rioplatenses. Per a aquest llavors, els regnes d'Espanya i Portugal es trobaven en una guerra constant i insaciable, ja que ambdós països procuraven expandir el seu poder passant per alt acords bilaterals.
Com a resultat, tant la ciutat pròpiament dita com el departament van ser des dels seus començaments, testimonis de l'enfrontament bèl·lic a nivell geopolític més rellevant del Riu de la Plata.
L'emplaçament va ser pres en diverses ocasions pels espanyols, passant de mà a mà fins a caure novament sota domini lusità i d'aquest al brasiler. Es posaria fi a l'alternativa en proclamar-se la declaratòria de la independència de la que fos en aquell moment la Província Cisplatina, que passaria a ser coneguda com la República Oriental de l'Uruguai, allà per agost de 1825.
Aquests esdeveniments van fer de la capital coloniense, un gresol d'estils arquitectònics, edificacions a l'estil colonial típicament portuguès que incloïen cases de pedra massissa amb teulades de dos a quatre aigües, en un ric contrast amb aquells habitatges de port espanyol que preferien l'ús d'altres materials i tècniques de construcció com el maó i els sostres de terrat.
Colonia del Sacramento va ser situada sobre la península de San Gabriel, i el seu nucli antic comprèn tan sols 12 hectàrees del seu extrem occidental, i funciona actualment com un "Parc Històric Nacional" en el qual s'ofereixen visites guiades recorrent museus, fortificacions i habitatges primitius.
El plànol de la ciutat és també de caràcter portuguès, i contrasta amb l'estàndard que legislava en la llei espanyola sobre les Índies, caracteritzant-se així mateix pels seus carrers estrets de pedra, que fan, que ressaltar la seva tradició militar.

## Geografia

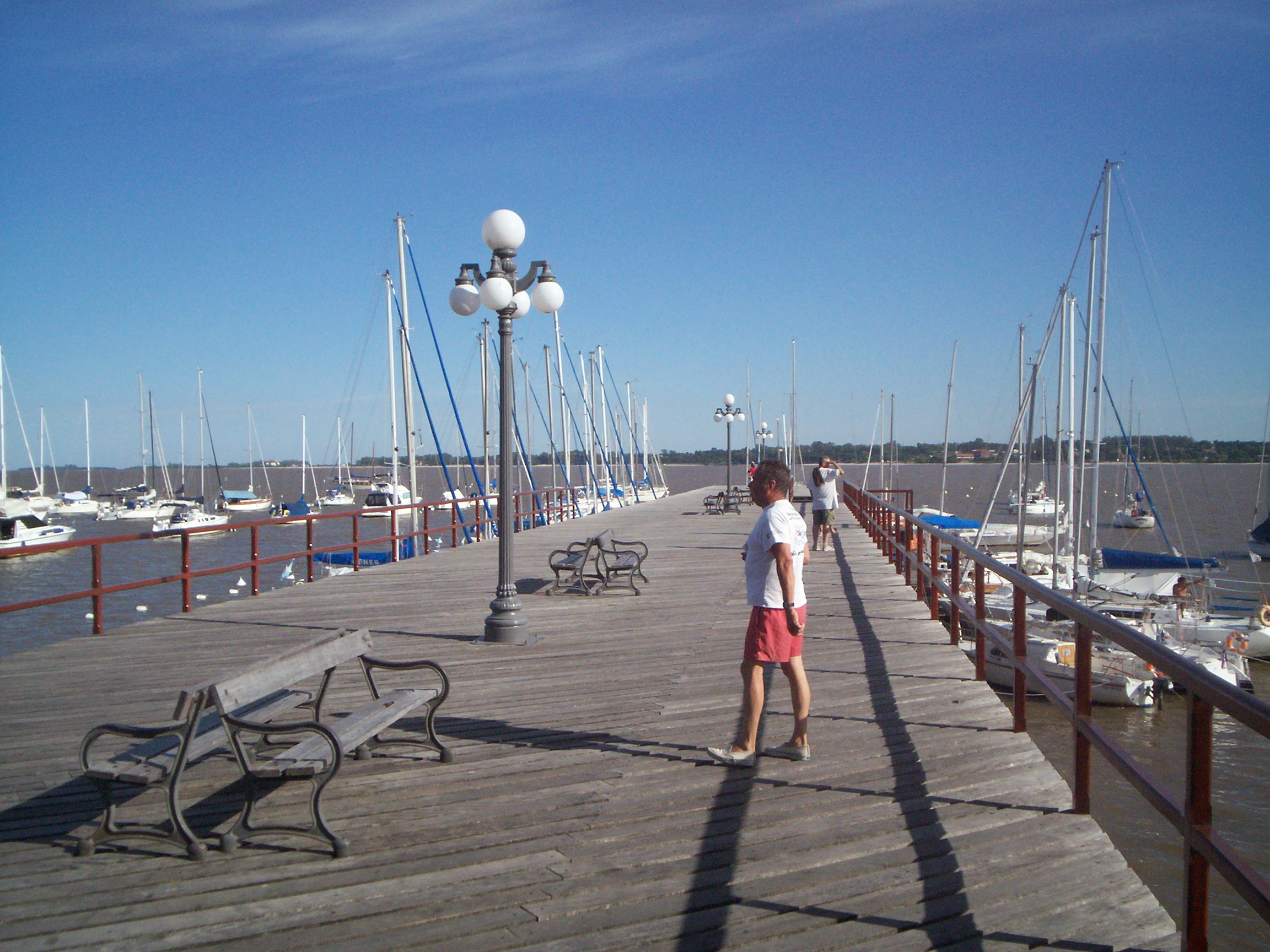
Port de Colonia del Sacramento.

Colonia forma part de l'anomenada "plana platense", que es caracteritza per les seves terres baixes, la planícia territorial i les prades pampeanes banyades de rius i rierols que desemboquen al Riu de la Plata i els seus afluents.

### Orografia
El territori coloniense es compon de penyals que donen lloc a mars de pedra, com és el cas de la Serra del Mal Abrigo. La resta del departament es constitueix de llims, sorres i jaciments d'argila. La fulla de San Salvador en el límit amb Soriano és la més important quant a relleu d'altura.

### Hidrografia

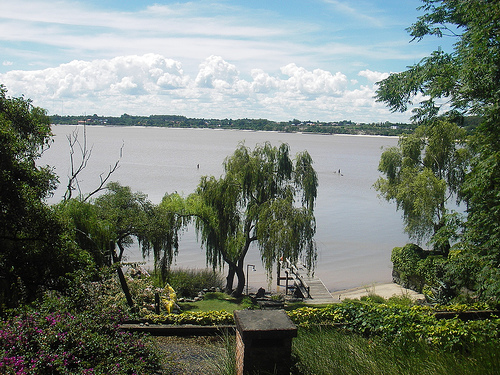
Riu Uruguai.

Disposa d'un reduït encara que no menys important cabal de rius i rierols que desemboquen, majoritàriament, en el Riu de la Plata. Aquests són: els rius Rosario i San Juan, i els rierols de las Vacas, las Víboras, Cufré i Miguelete.

### Clima
El clima és humit i temperat, amb unes temperatures anuals que s'aproximen als 17 i 18 °C, i un índex de precipitacions que s'estima entorn de 1.000 mm de mitjana anual. Aquesta favorable situació, al costat de la composició natural dels seus terres, obre pas a la utilització de les prades gramínies amb destinació a la indústria ramadera ovina i bovina.

### Flora i fauna
La vegetació és merament pampeana: pastures verdes i sucoses, arbusts, arbres de mitjana altura (eucaliptus, garrofer, ficus, salze ploraner, ombú, pi, etc.). La fauna es compon de bestiar (boví, oví, cavallí, porcí), aviram, teros, colibrins, venteveos, cotorres de camp, llebres, conills i ratolins silvestres (considerat una plaga).
Sobre el litoral rioplatense s'observen diferents tipus de peixos, i al famós delfí del Plata.

### Comunicacions
Ubicat davant la costa de la capital argentina, Colonia presenta una posició geogràfica privilegiada, i de la qual molts s'han volgut aprofitar al llarg de la història. A poc menys de 60 km del centre de Buenos Aires, és una opció acollidora per a la immensa majoria dels qui resideixen a la veïna vora. Sovint, és freqüentat de passada i rep el major volum de turistes durant el cap de setmana o en setmana santa. El mitjà de transport utilitzat per excel·lència és el buquebus, un vaixell que salpa des del Port de Buenos Aires i recorre bona part del Riu de la Plata fins a ancorar a Colonia del Sacramento o, amb menys intensitat, al Port de Montevideo, en el cas del qual també travessa aigües de Colonia.
De la mateixa forma, qui provenen d'altres sectors del país solen embarcar en Colonia amb destinació a l'Argentina, seguint el mateix trajecte i arribant en plena capital federal, en un tram que varia des d'una hora a tres hores de viatge (temps estimat en creuar l'estuari del Plata de banda a banda, i depenent de les condicions climàtiques).
Altres rutes d'accés (per via terrestre) són: la nacional núm. 1 (també coneguda com a Brigadier Manuel Oribe), que neix a Montevideo en sentit oest i comprèn el departament de San José; la núm. 2 (o del Crit d'Asencio) que surt de Fray Bentos i mor a Rosario; o la núm. 11 (José Batlle y Ordóñez) que procedeix des de Canelones i intersecta amb la núm. 1 a la localitat maragata d'Ecilda Paullier, a uns quants quilòmetres abans d'arribar a Nueva Helvecia.
Finalment, la capital departamental disposa d'un petit aeroport nacional i regional que solen emprar les companyies privades de vol.
La línia fèrria que via San José arribava a Montevideo es troba clausurada des de 1991, encara que hi ha projectes per a la seva reobertura. La línia que voreja el departament en direcció a Mercedes tancada el 1996, es troba en curs de reobertura.
En els últims anys s'ha discutit entre ambdós governs, l'argentí i l'uruguaià, per la construcció d'un pont internacional que creuï el Riu de la Plata d'un costat a l'altre, sent el més llarg del món. Malgrat els intents per concretar el projecte, no s'han recaptat els fons suficients per donar inici a les obres.

## Economia

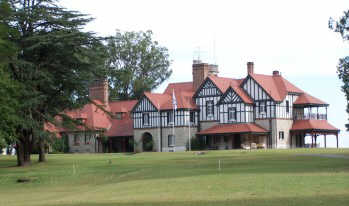
Residència presidencial Anchorena, Colonia.

El departament és el primer a nivell nacional quant a la producció de lactis. S'exporten tots els seus derivats, ja sigui formatge (en diferents varietats), mantega, iogurt, dolç de llet, entre d'altres. Per aquest motiu moltes empreses multinacionals han decidit instal·lar les seves sucursals i explotar la matèria primera de la regió.
L'apicultura ve sent una tradició des que arribés un enorme influx d'immigrants europeus procedents d'Itàlia i Suïssa, principalment. Ciutats com Nueva Helvecia, els habitants del qual són en gran manera descendents de suïssos, posseeix potser l'explotació de mel més gran del país.
En ella i en altres zones de Colonia és comú trobar granges artesanals on els turistes i els locals són benvinguts a degustar les melmelades, el dolç de llet casolà, el formatge colònia i una àmplia gamma de vins de bodega. A més, es cria bestiar oví, boví i porcí.
L'agricultura comprèn la plantació i cull de blat de moro, gira-sol, lli, encebada, cep, fruits, olives i algunes plantes farratgeres. També hi ha pedreres de talc, calcàries i pedres per a la construcció. La principal activitat portuària es concentra a Juan Lacaze, Colonia del Sacramento, Nova Palmira i Carmelo. L'extracció de pedres, les plantes industrials productores de paper, fibres sintètiques i teixits, així com els molins de refinament de farina, la drassana i els articles d'alumini, suposen un altre important ingrés de capital.

## Cultura

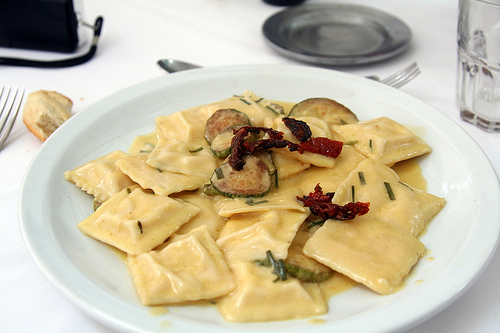
Pastes casolanes amb salmó i tomàquet.

Al costat de Canelones i Montevideo, Colonia és el tercer departament amb major índex de població d'origen italo-helvètic. Tanmateix, a diferència dels primers, la quantitat dels seus habitants és bastant inferior i es troben dispersos a diversos emplaçaments urbans de menor consideració. Per tant, això ha afavorit l'evolució de petites comunitats desvinculades de l'estil de vida i dels costums d'altres racons de l'Uruguai. Es pot aclarir que no són pobles desarrelats ni independentistes sinó que, al contrari, s'han adaptat a l'entorn uruguaià i als seus costums sense perdre les seves.
Aquest esdeveniment té lloc a finals del segle xix i a començaments del xx, quan la situació econòmica d'Europa era inestable i nombroses famílies buscaven un millor avenir a Amèrica.
Colonia, donada la seva condició de port, va allotjar a una considerable massa d'immigrants d'orígens varis, entre ells, de Suïssa, Itàlia, Polònia, Espanya, i de França i Alemanya en menor mesura.
Amb el pas del temps es faria notar la influència estrangera sobre la local, fundant-se nous pobles i predis rurals i fent compte a noves tradicions.
Encara que la seva llengua materna s'ha anat perdent amb els anys en detriment del castellà, l'herència que han deixat és valiosa, en l'extrem que és impossible parlar de Colonia sense fer referència als seus formatges suïssos (semidur, el típic "colònia", artesanal, rocquefort, etc.), a les seves pizzes, a les seves melmelades casolanes, la seva gastronomia a base de peix, salses italianes (com la caruso), pastes (agnolotti, gnocchi, sorrentini), i a la seva viticultura.
Igual com en la resta del país, el 29 de cada mes s'ha establert com el "dia del gnocchi " un moment ideal en què es reuneix tota la família al costat d'una taula per dinar i/o sopar aquesta pasta feta a base de patata. S'acompanya amb diferents tipus de salsa i es col·loca una moneda sota del plat de cada un dels presents per donar bona sort i benestar econòmic.
Les ciutats que han estat fundades pels immigrants són: Nueva Helvecia, Colonia Valdense, i Colonia Piemontesa (creada per ciutadans oriünds del Piemont, regió del nord d'Itàlia).

## Demografia
Conforme al cens de 2004, hi havia un total de 119.266 persones i 40.243 habitatges en el departament. La llar mitjana era d'un 3,2, i cada 100 dones hi havia 96,7 homes. Així mateix, segons estimacions de l'Institut Nacional d'Estadística (INE) de l'Uruguai, Colonia, igual com la resta del país, experimenta un creixement nul i gairebé negatiu, pel que les xifres fan suposar que per a començaments de 2025, hauran 120.196 persones al seu territori.
- Taxa de creixement poblacional: 0,448% (2004)
- Taxa de natalitat: 15,05 naixements/1.000 habitants (2004)
- Taxa de mortalitat: 9,97 morts/1.000 habitants
- Edat mitjana: 33,5 (32,5 homes, 34,6 dones)
- Esperança de vida en néixer (2004):

- Mitjana de fills per família: 2,19 fills/dona
- Ingrés urbà per capita (en ciutats de 5.000 o més habitants): 4.385,6 pesos uruguaians/mes

Creixement de la població (en habitants):
- 1852: 7.971
- 1860: 13.349
- 1908: 54.644
- 1963: 105.276
- 1975: 111.832
- 1985: 112.717
- 1996: 120.241
- 2004: 119.266

### Principals localitats del departament

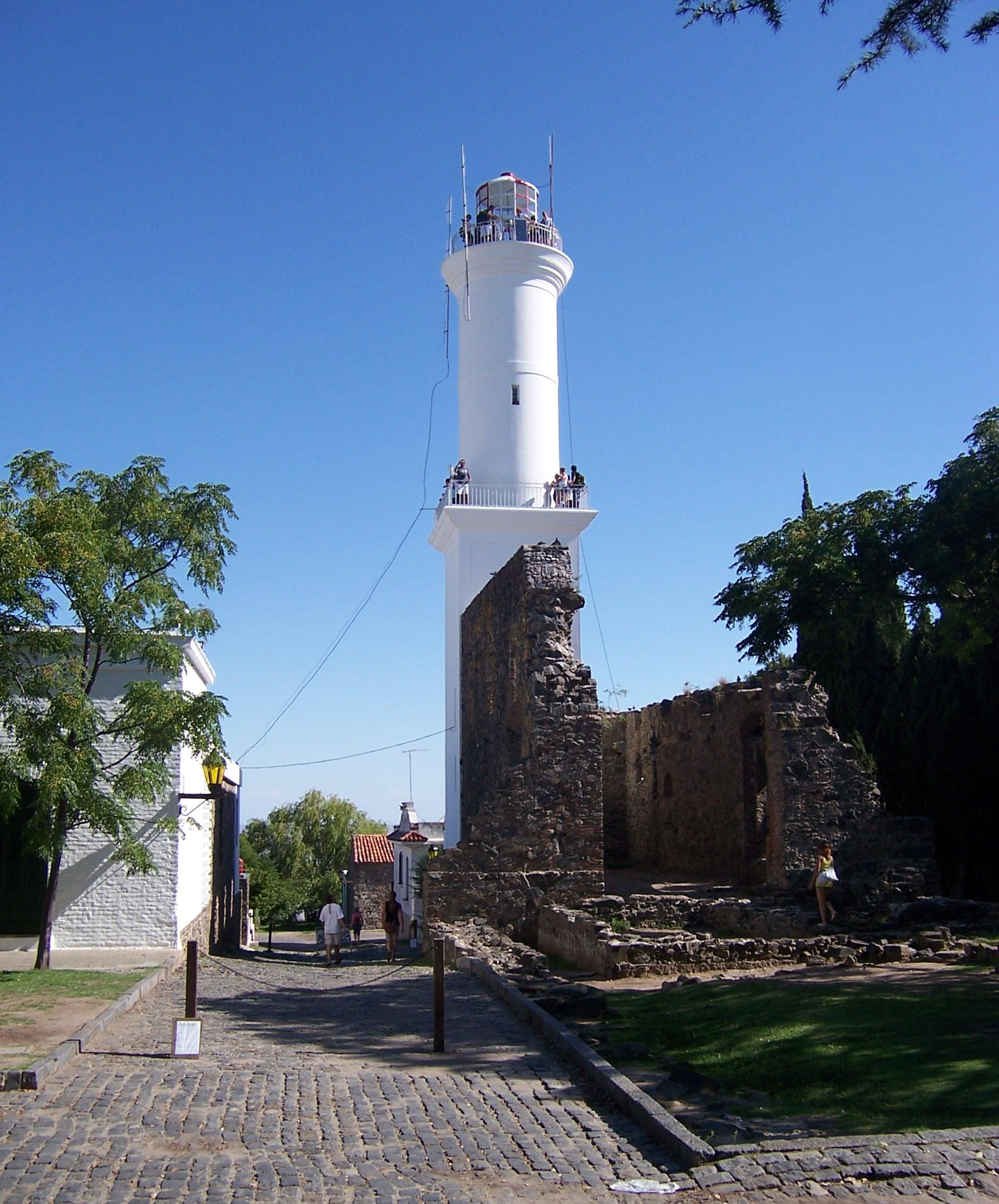
Colonia del Sacramento (Uruguai)

Colonia del Sacramento és el port actiu més important del departament, i un dels més influents a l'estuari del Plata. Altres localitats que li secunden són: Juan Lacaze (port industrial), Carmelo (té drassanes sobre el rierol de Las Vacas), Nueva Helvecia o Colonia Suiza, Rosario, Nueva Palmira i Colonia Valdense i Barker.
A continuació s'ofereix una llista d'aquelles ciutats o pobles amb un població superior als 1.000 habitants segons el cens de 2004, llevat que s'especifiqui una altra data:
| Ciutat/Poble           | Població     |
| ---------------------- | ------------ |
| Carmelo                | 16.628       |
| Colonia del Sacramento | 21.744       |
| Colonia Valdense       | 2.876 (1996) |
| Florencio Sánchez      | 3.038 (1996) |
| Juan Lacaze            | 13.015       |
| Nueva Helvecia         | 9.607        |
| Nueva Palmira          | 8.410        |
| Ombúes de Lavalle      | 3.189 (1996) |
| Rosario                | 9.403        |
| Tarariras              | 6.174 (1996) |
| Conchillas             | 756          |

#### Altres poblats
- Fomento (Uruguai)
- Horqueta
- Miguelete (Uruguai)